# Samařov
Samařov je malá vesnice a část obce Liboměřice v okrese Chrudim. Nachází se asi 1,5 kilometru jižně od Liboměřic. Samařov leží v katastrálním území Nové Lhotice o výměře 3,14 km².

## Historie
První písemná zmínka o vesnici pochází z roku 1567.